# Kishalmágy község
Kishalmágy község (románul: Comuna Hălmăgel) község Arad megyében, Romániában. Központja Kishalmágy, beosztott falvai Csohosd, Fazekastarnó, Hosszúsor, Szerb.

## Népessége
A 2011-es népszámlálás adatai alapján a község népessége 1305 fő volt.